# Marinus Adrianus Koekkoek (1807-1868)

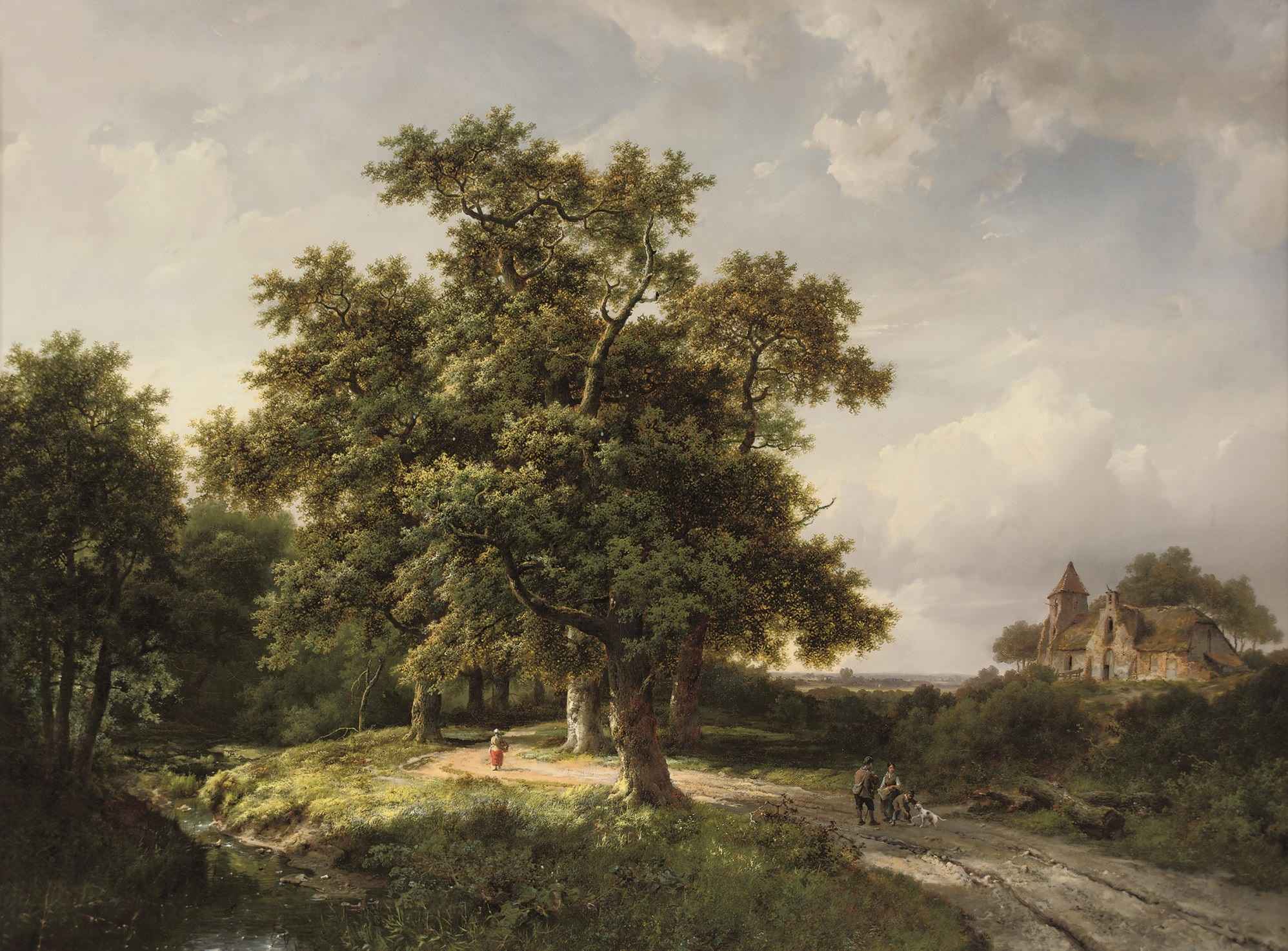
Mensen op een weg door het bos.

Marinus Adrianus Koekkoek (I) (Middelburg, 25 september 1807 - Amsterdam, 28 januari 1868), lid van de Nederlandse schildersfamilie Koekkoek (vier generaties), was een tekenaar en kunstschilder.

## Leven en werk
Koekkoek, ook wel M.A. Koekkoek (I) genoemd, zoon van de schilder van zeegezichten Johannes Hermanus Koekkoek en broer van Barend Cornelis Koekkoek, begon zijn loopbaan als huisschilder. Hij was de vader en leermeester van Pieter Hendrik Koekkoek.
In het kunstschilderen werd hij onderwezen door zijn vader en zijn broer, die hem ook met raad en daad terzijde stond. Hij werkte achtereenvolgens in 1836 in Amsterdam en in 1837 in Kleef. Vanaf 1837 schilderde hij eerst voornamelijk landschappen. Later werd zijn oeuvre meer gevarieerd en schilderde hij naast landschappen ook portretten, dieren en marines. Hij behaalde in 1847 voor een van zijn landschappen een zilveren medaille van het genootschap Felix Meritis.

## Werk in openbare collecties (selectie)
- Rijksmuseum Amsterdam, Amsterdam[2]